# Inge Groll

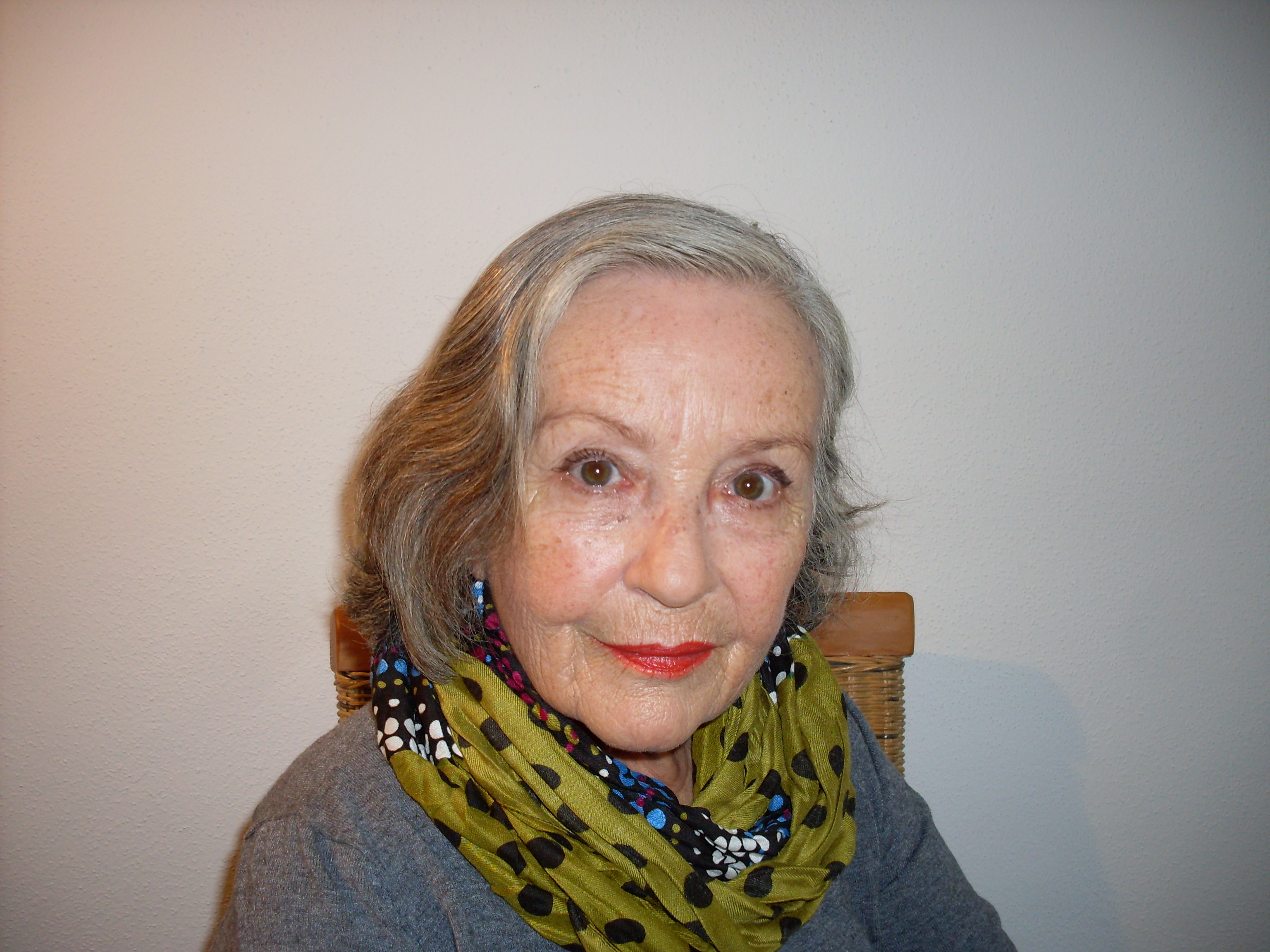
Inge Groll, 2008

Ingeborg „Inge“ Groll (* 14. Dezember 1946 in Göppingen, Baden-Württemberg) ist eine deutsche Schauspielerin.

## Leben
Inge Groll wurde am 14. Dezember 1946 in Göppingen in Baden-Württemberg geboren. 1971 heiratete sie in Hamburg-Barmbek und heißt seitdem Ingeborg Hofweber-Groll.
Nach mehreren Stationen in Bamberg, Kassel und Hamburg lebt sie heute mit ihrem Ehemann in Bad Wörishofen im Unterallgäu. Das Paar hat eine gemeinsame Tochter.

## Künstlerische Ausbildung
Vom 6. bis zum 12. Lebensjahr erhielt Inge Groll Unterricht in Ballett und Stepptanz. Sie studierte von 1963 bis 1966 an der staatlichen Hochschule für Musik und Darstellende Kunst in Stuttgart unter der Leitung von Heinz Dietrich Kenter.

## Engagements
- 1966–1968: Stadttheater Bamberg
- Komödie Kassel
- Hamburger Kammerspiele unter der Leitung von Ida Ehre
- Thalia Theater (Hamburg), Hamburg, Intendant: Boy Gobert
- Theater im Zimmer (Hamburg) unter der Leitung von Gerda Gmelin
- NDR Hamburg Hörspiele

## Dargestellte Rollen
- Schallplatte: Schneeweißchen und Rosenrot – mit Agnes Windeck

### Theater
- Die Wildente – Hedwig
- Piroschka – Piroschka
- Weh´ dem der lügt – Edrita
- Der Preis für ein Leben (DE) – Maggie
- Der Mann mit dem Zylinder – Jolie
- Der Maulkorb – Trude
- Donna Diana – Floretta
- Die Tochter des Brunnenmachers – Amanda
- Lumpacivagabundus – Babettchen
- Käthchen von Heilbronn – Käthchen
- Nicht von Gestern – Helene
- Der Raub der Sabinerinnen – Paula
- Lord Arthur Savill´s Verbrechen – Sybill
- König Johann (DE) – Isabell v. Angoulème
- Das Konzert – Delfine
- Don Juan kommt aus dem Krieg – 1. Dorfmädchen, Kunstgewerblerin, Dentistin
- Die Kassette – Lydia
- Die Schöne und das Biest – Jane
- Wie sagen wir’s unseren Kindern – Gaby
- Der Neffe als Onkel – Sophie
- Urfaust – Liesgen
- Stefan Orbok – Marika
- Der Talisman – Salome Pockerl
- Aladin und die Wunderlampe – Suleika
- Hänsel und Gretel – Gretel

### Fernsehen
- König Johann – Isabelle von Angoulème (Regie: Oswald Döpke) (Fernsehaufzeichnung Thalia Theater (Hamburg))
- Vorsicht Falle – Inge Walter